# Karl-Heinz Klär
Karl-Heinz Klär (* 16. Januar 1947 in Bildstock, heute Friedrichsthal) ist ein deutscher ehemaliger Politiker (SPD). Von 1991 bis 1994 war er Chef der Staatskanzlei des Landes Rheinland-Pfalz und von 1994 bis 2011 war er Staatssekretär und Bevollmächtigter des Landes Rheinland-Pfalz beim Bund und für Europa.

## Leben

### Ausbildung und Beruf
Nach dem Abitur 1966 und anschließendem zweijährigen Dienst als Soldat auf Zeit bei der Luftwaffe studierte Klär an der Universität Saarbrücken und der Rheinischen Friedrich-Wilhelms-Universität Bonn die Fächer Geschichtswissenschaft, Soziologie und Romanistik. Er promovierte 1979 in Bonn mit einer Dissertation über den Zusammenbruch der Zweiten Internationale bei Ausbruch des Ersten Weltkrieges. Klär arbeitete von 1980 bis 1983 als wissenschaftlicher Mitarbeiter und Hochschulassistent an der Gesamthochschule Kassel.

### Politik
Klär ist Mitglied der SPD. 1983 trat er beim damaligen SPD-Vorsitzenden Willy Brandt eine Stelle als Büroleiter an. Ab 1987 leitete er die Abteilung Politik, Forschung und Planung beim SPD-Vorstand.
1991 berief ihn Ministerpräsident Rudolf Scharping (SPD) zum Staatssekretär und Chef der Staatskanzlei des Landes Rheinland-Pfalz. Nachdem Scharping am 26. Oktober 1994 sein Amt an den neuen Ministerpräsidenten Kurt Beck (SPD) übergeben hatte, wurde Klär am 21. November 1994 Staatssekretär und Bevollmächtigter des Landes Rheinland-Pfalz beim Bund und für Europa. Er behielt dieses Amt bis zum 18. Mai 2011; ab diesem Zeitpunkt wurde die Vertretung von Rheinland-Pfalz beim Bund von Ministerin Margit Conrad (SPD) wahrgenommen.
Ab dem 18. Januar 1995 gehörte Karl-Heinz Klär dem Ausschuss der Regionen der Europäischen Union an. Von 2010 bis zum Ende seines Mandats am 18. Mai 2011 war er dort Vorsitzender der Fraktion der Sozialdemokratischen Partei Europas.

### Familie
Klär ist verheiratet und Vater von zwei Kindern.